# فيكامب
فيكان (بالفرنسية: Fécamp) هي مدينة وبلدية فرنسية تابعة لإقليم  السين البحرية بمنطقة نورماندي بشمال فرنسا.
وتقع المدينة حوالي 40 كم شمال لو هافر، وهي مدينة معروفة بقصر البينيديكتين حيث يُصنع بها هذا المشروب.

## الاسم
هو اسم من وقت مبكر من عام 875 والتعبير من اللاتينية.

## التاريخ
في القرن السابع، رحل القديس ليجيه (في ليوديغاريوس اللاتينية، ليوديغاري) إلى فيكامب، واستُقبل في الدير الأول ثم في دير السيدات، وهناك حضَّر خطابه. وحول قصر الدوق الروماني، تم العثور على شهادات الفترة الكارولنجية ( بعض القطع النقدية وأساس اثنين من المصليات).

## معرض صور

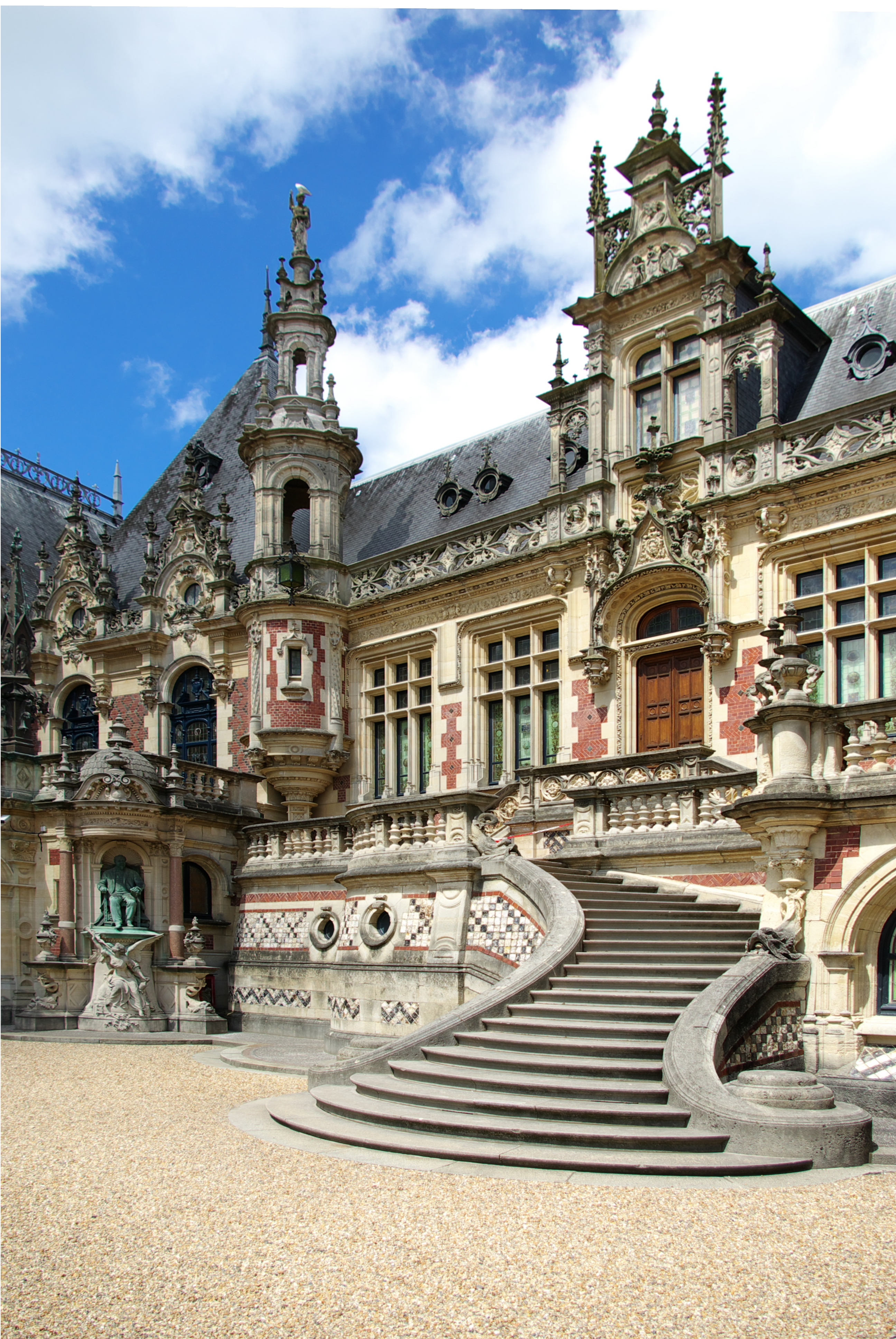
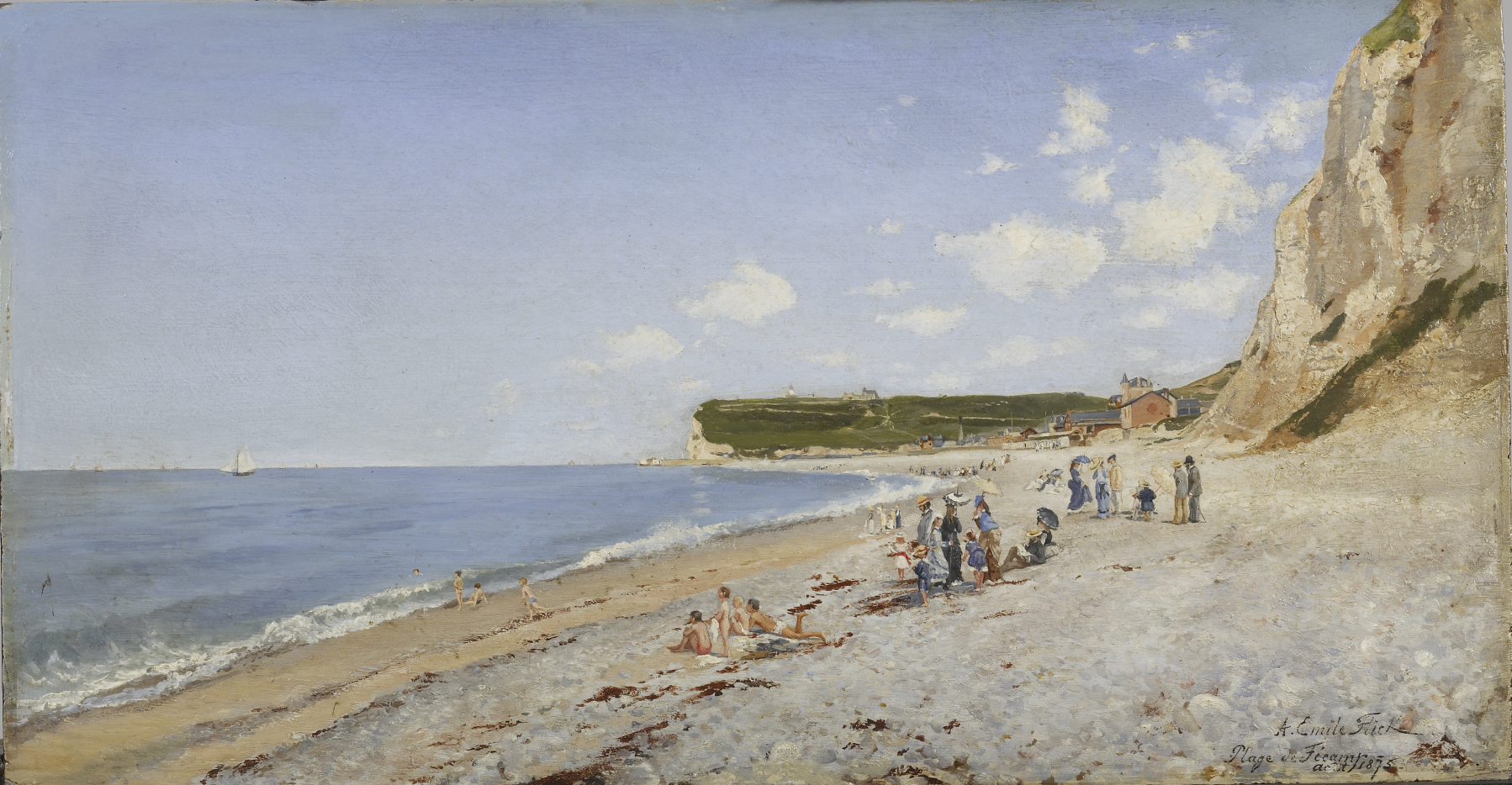
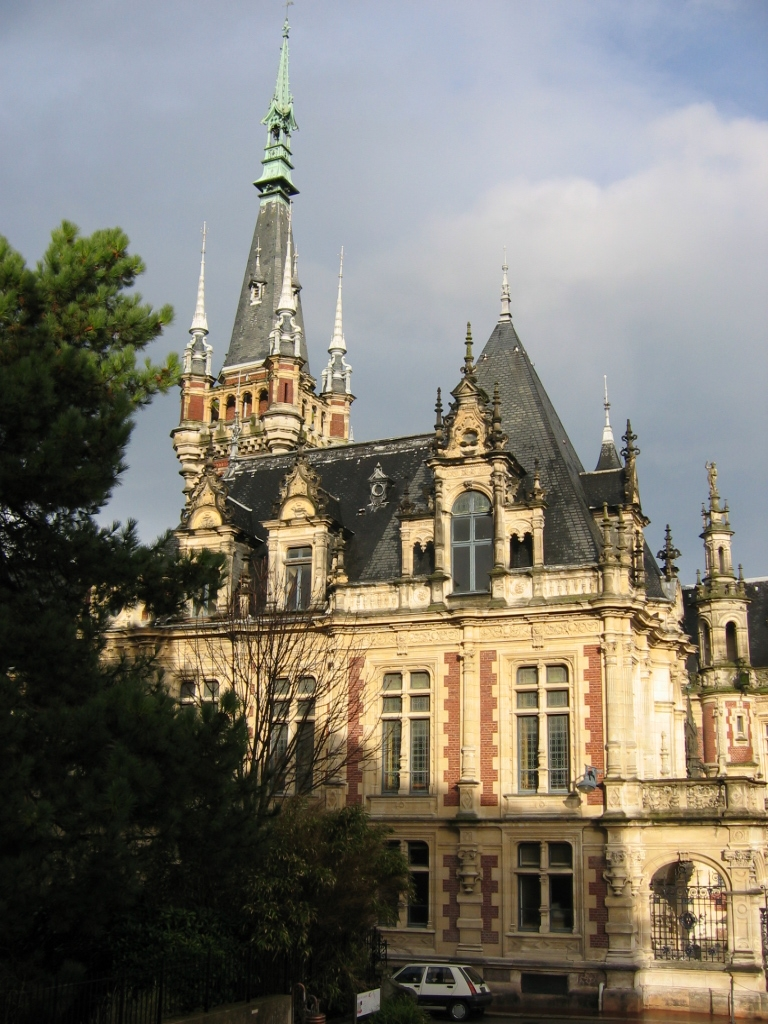

## أعلام
- فيكتور لكحل
- جان لورين
- ديفيد بيل
- ريتشارد الأول دوق نورماندي
- أليكساندر لي غراند